# Qualitätszirkel
Ein Qualitätszirkel ist ein Teamkonzept der Gruppenarbeit im Qualitätsmanagement einer Organisation.

## Definition
Der Wirtschaftswissenschaftler Joachim Deppe definierte 1992 Qualitätszirkel als auf Dauer angelegte Kleingruppen, in der sich Mitarbeitende einer oder mehrerer hierarchischer Ebenen mit einer gemeinsamen Basis an Erfahrung in festgelegten Abständen freiwillig versammeln, um arbeitsrelevante Aspekte zu analysieren und zu verbessern. Eine geschulte Moderation leitet die Gruppe unter der Einbeziehung verschiedener Problemlösungstechniken dazu an, Lösungsvorschläge für identifizierte Probleme zu finden und diese entweder eigenständig oder im Instanzenweg umzusetzen. Darüber hinaus evaluiert ein Qualitätszirkel die eigenen Ergebnisse.

### Problematik
Wenngleich der Versuch einer allgemeinen Definition von Qualitätszirkeln unternommen wurde, muss konstatiert werden, dass sich der Begriff nicht trennscharf darstellen lässt. Das Fehlen einer theoretischen Einbettung des Konzepts der Qualitätszirkel führte zu einer Willkür bei der Identifikation von relevanten Merkmalen sowie einer Addition dieser in die Begriffsbestimmung. Eine ausführliche Darstellung weiterer alternativer Definitionen sowie einen Systematisierungsversuch unternimmt Antoni, auf welchen an dieser Stelle verwiesen werden soll.

### Berliner Modell vs. Düsseldorfer Modell
Eine Differenzierung in der Definition des Qualitätszirkels stellt die Unterscheidung von statushomogenen Qualitätszirkeln nach dem Berliner Modell und statusinhomogenen Qualitätszirkeln nach dem Düsseldorfer Modell dar.
Die Position der Beteiligten in der organisationalen Hierarchie kann als ein zentrales Differenzierungscharakteristikum von Qualitätszirkeln betrachtet werden. Unter Zirkeln nach dem statushomogenen Berliner Modell wird ein Gefüge verstanden, in dem Mitarbeiter einer hierarchischen Ebene beteiligt sind. In Zirkeln nach dem statusinhomogenen Düsseldorfer Modell partizipieren hingegen Mitarbeiter mehrerer hierarchischer Ebenen.
Sowohl das statushomogene Berliner Modell als auch das statusinhomogene Düsseldorfer Modell weisen spezifische Vor- und Nachteile auf. In Zirkeln nach dem Berliner Modell herrscht durch die Beteiligung der Mitarbeitenden einer hierarchischen Ebene eine offene Gesprächsatmosphäre und es müssen durch die Abwesenheit der Führungsebene keine negativen Sanktionen befürchtet werden. Durch die gemeinsamen Erfahrungen der Mitarbeiter ist die Verständigung auf das zugrundeliegende Problem weniger voraussetzungsvoll. Hingegen kann die statushomogene Zusammensetzung und damit die Exklusion der Führungsebene Skepsis gegenüber dem Projekt erzeugen und dessen Ablehnung begünstigen.
Zirkel nach dem Düsseldorfer Modell werden als vorteilhaft für die Umsetzung der Maßnahmen und deren Standardisierung erachtet. Die statusinhomogene Zusammensetzung ermöglicht nämlich eine Verständigung zwischen den Mitarbeitern unterschiedlicher hierarchischer Ebenen, wodurch die verschiedenen Erfahrungen ausgetauscht und wechselseitig nachvollzogen werden können. Der Einbezug mehrerer Perspektiven reduziert das Risiko einer zu spezifischen Lösung des Problems.
Ein Nachteil der statusinhomogenen Zusammensetzung ist betriebliche Herrschaft. Damit ist gemeint, dass die Beteiligung der Führungsebene an der Zirkelarbeit von den Mitarbeitern gegebenenfalls als Hindernis, sich zu bestimmten Themen zu äußern, wahrgenommen wird, woraus zudem ein unausgewogenes Verhältnis der Redeanteile resultieren kann. Eine offenen Gesprächsatmosphäre muss in diesem Fall durch die Moderation bewirkt werden, was jedoch eine anforderungsvolle Aufgabe darstellt.
Ob ein Qualitätszirkel nach dem statushomogenen Berliner Modell oder nach dem statusinhomogenen Düsseldorfer Modell durchgeführt wird, ist von den Zielen und Problemlagen sowie den Spezifika der jeweiligen Organisation abhängig. Schröer und Sochert raten an, die Zirkelarbeit nach dem Düsseldorfer Modell durchzuführen, sofern Abläufe der Arbeitsorganisation thematisiert werden. Das Berliner Modell sollte hingegen dann vorrangig Anwendung finden, wenn Konflikte bei der Zusammenarbeit mit der Führungsebene adressiert werden. Unter Umständen kann die Zusammensetzung des Zirkels auch im Laufe der Zirkelarbeit angepasst werden.

## Abgrenzung
Ohne Anspruch auf Vollständigkeit werden Qualitätszirkel im Folgenden von bestimmten Formen betrieblicher Gruppenarbeit abgegrenzt:
- Projektgruppen sind aufgabenorientierte Kleingruppen, welche unter Kontrolle der Führungsebene in Vollzeit extern definierte Aufgaben bearbeiten.[7] Jene Form der hauptamtlichen Beschäftigung sowie die externe Aufgabendefinition und Kontrolle durch die Führungsebene unterscheiden Projektgruppen von Qualitätszirkeln.

- Während in Qualitätszirkeln über die zu behandelnden Themen autonom entschieden wird, werden in Werkstattzirkeln die zu bearbeitenden Problemstellungen sowie das beteiligte Personal von der Führungsebene vorgegeben.[7][3] Nach Abschluss des Werkstattzirkels werden die Resultate an die Unternehmensleitung übergeben, welche unter Ausschluss der Zirkel-Teilnehmer das weitere Vorgehen bestimmt.[7]

- Im Vergleich zur Lernstatt, welche in ihrer ursprünglichen Form unter anderem die Sprachschulung fremdsprachiger Mitarbeiter zum Ziel hatte[3] und somit stärker auf die persönliche Entwicklung des Personals ausgerichtet ist, steht bei Qualitätszirkeln die sachliche Problemstellung im Vordergrund.[7]

## Geschichte
Das Konzept der Qualitätszirkel stammt ursprünglich aus Japan und basiert auf einem ausgeprägten Gruppenbewusstsein. Bereits ab 1950 hielt der amerikanische Statistiker William Edwards Deming in Japan Vorträge zur Qualitätskontrolle und verhalf der Idee zu nationaler Popularität.
Während sich japanische Produkte nach dem Zweiten Weltkrieg mit dem Ruf schlechter Qualität konfrontiert sahen, widmeten sich japanische Unternehmen der Etablierung von Qualitätssicherungsprogrammen, im Zuge derer in den 1960er Jahren sogenannte Quality Control Circles (QCC) institutionalisiert wurden. Ishikawa Kaoru von der Universität Tokio gilt hierbei als wegweisend für die Entstehung dieser QCC. Nachdem 1962 erstmals ein solcher Quality Control Circle durchgeführt wurde, kam es zu einer rapiden Verbreitung der Methode in Japan, sodass es zu Beginn der 1980er Jahre bereits eine Million offiziell registrierte Zirkel gab.
Die Mitarbeiter wurden aktiv an der Qualitätssicherung beteiligt und arbeiteten in Qualitätszirkeln an der Steigerung der Produktqualität und der Optimierung der Produktionsabläufe. Die Qualitätsprobleme sollten entsprechend partizipativ gelöst werden. Fortan verzeichnete Japan wirtschaftliche Erfolge, wohingegen Produkte westlicher Industriestaaten Ende der 1970er Jahre im Vergleich an Qualität einbüßten. Anders als in Japan wurden in anderen Ländern Qualitätszirkel erst wesentlich später eingeführt: Während die Methode in den USA erstmals im Jahr 1974 angewandt wurde, setzten Großbritannien und Schweden Qualitätszirkel im Jahr 1978 erstmals ein.
In Deutschland wurde das japanische Modell zunächst angezweifelt, weshalb ein eigenes Konzept der Lernstatt entworfen wurde, das jedoch nicht den gewünschten Erfolg erzielte. Gegen Ende der 1970er Jahre und zu Beginn der 1980er Jahre wurde die Idee der Qualitätszirkel unter dem Stichwort „Japanische Herausforderung“ erstmals in Deutschland rezipiert, da sie als Erklärung für die japanischen Erfolge wahrgenommen wurde. In den Folgejahren verbreitete sich das Modell der Qualitätszirkel in Deutschland. Im Jahr 1989 hatten bereits etwa zwei Drittel der 100 größten Industrieunternehmen die Methode genutzt oder geplant.
Die Partizipation des Personals bei der Verbesserung der Produktqualität und der Produktionsabläufe war für westliche Unternehmen allerdings Neuland. Bereits zu Beginn des 20. Jahrhunderts hatten sich unter dem Stichwort des Taylorismus die Ideen der Arbeitsteilung und der Standardisierung verbreitet, welche die Kreativität und die individuellen Impulse des Personals unterminierten. 
In traditionellen Organisationen westlicher Industriestaaten existierte entsprechend eine Trennung von Produktion und Qualitätskontrolle, sodass die individuellen Kompetenzen der Mitarbeitenden für die Verbesserung der Qualität randständig erschienen. Die tayloristische Organisation der Arbeit lieferte jedoch keine adäquate Antwort auf den Wandel vom Kosten- hin zum Qualitätswettbewerb. Der weitläufige Ausschluss des Personals aus Prozessen der Qualitätsverbesserung konnte den neuen Anforderungen an die Produkt- und Prozessqualität nicht gerecht werden.
In der Folge wurde dem Gedanken der Partizipation des Personals zunehmend Bedeutung beigemessen. In der partizipativen Zirkelarbeit sollten die tayloristische Organisation von Arbeit durch die Wiederentdeckung des Menschen überwunden und die individuellen Kompetenzen des Personals bei der Qualitätsentwicklung einbezogen werden. Das Konzept der Qualitätszirkel bot eine schnelle Antwort auf die veränderte Nachfrage nach qualitativ hochwertigen Produkten, sodass es in der Bundesrepublik in den 1980er Jahren zu einer weiten, intersektoralen Verbreitung der Qualitätszirkel kam.
Während die Arbeit in Qualitätszirkeln in Japan über eine Verbesserung der Produkte und der Prozessabläufe hinausging und ebenfalls auf die „Qualität der Arbeitstätigkeit“ fokussierte, richtete sich die deutsche Rezeption des Qualitätszirkel-Konzepts zunächst auf die Verbesserung der Produktqualität und der Produktivität aus. Fragen der betrieblichen Gesundheitsförderung rückten vor dem Hintergrund der Qualitätszirkelarbeit erst zu Beginn der 1980er Jahre in den Vordergrund und mündeten in der Durchführung des ersten Gesundheitszirkels in Deutschland im Jahr 1985.
Die universelle Anwendbarkeit, die Einfachheit der Zirkellogik sowie das Versprechen der Qualitätsverbesserung führten in der Folge zu einer raschen Verbreitung dieser Problemlösungsstrategie in anderen gesellschaftlichen Teilbereichen: Unter anderem etablierten sich etwa in der Politik sogenannte Policy-Cycles oder im Bereich von Public Health die Public Health Action Cycles.

## Zirkellogik
Qualitätszirkel sind in ihrer Logik nicht linear, sondern haben einen zirkulären Prozesscharakter. Die Zirkellogik wurde von Edward W. Deming in Japan eingeführt. Der Demingkreis, auch PDCA-Zyklus genannt, gilt im Sinne von Kaizen, was „Wandel zum Besseren“ bedeutet, als methodisches Vorgehen zur kontinuierlichen Verbesserung von Prozessen und Arbeitsmethoden. Der Zyklus wird also immer wieder durchlaufen. Im deutschsprachigen Raum wurde anstatt der Bezeichnung Kaizen die Abkürzung KVP etabliert, die für kontinuierlicher Verbesserungsprozess steht. Der PDCA-Zyklus ist ein Instrument im Sinne des kontinuierlichen Verbesserungsprozesses und besteht aus vier Phasen: Plan, Do, Check, Act.
In der ersten Phase Plan findet eine Evaluation des Ist-Zustands sowie eine Abgleichung mit dem Soll-Zustand statt. Ein definiertes Problem wird skizziert, dessen Ursachen ermittelt und Ziele sowie Maßnahmen der Problemlösung abgeleitet. Die erarbeiteten Maßnahmen werden in der anschließenden Phase Do sowohl auf struktureller als auch auf kultureller Ebene implementiert. In der Phase Check findet eine Evaluation der durchgeführten Maßnahmen statt. Die positiv bewerteten Maßnahmen werden in der darauf folgenden Phase Act standardisiert und sind damit Ausgangspunkt für einen weiteren Durchlauf des PDCA-Zyklus. Der PDCA-Zyklus ist damit in seiner Logik so konzipiert, dass selbst die standardisierten Verbesserungen stets Gegenstand weiterer Optimierung sind.
Während Kaizen eine Unternehmensphilosophie und der PDCA-Zyklus ein Instrument der kontinuierlichen Verbesserung darstellen, beschreibt das Total Quality Management (TQM) die komplementäre Führungsstrategie. Charakteristisch für das TQM ist die Fokussierung auf die beständige Verbesserung der Qualität, wodurch sowohl die Zufriedenheit der Kunden als auch die Zufriedenheit der Mitarbeiter erhöht werden soll. Diese Führungsmethode verspricht einen anhaltenden organisationalen Erfolg.

## Aufbau und Ablauf
Da Qualitätszirkel hinsichtlich ihrer Zusammensetzung, ihrer Zielsetzung und ihres konkreten Ablaufs so heterogen sind, wie die Kontexte, in welchen sie durchgeführt werden, ist der folgende Abschnitt als idealtypisches Gerüst zu verstehen, welcher den Aufbau und den Ablauf von Qualitätszirkeln darstellt.
Qualitätszirkel bestehen aus einer Gesprächsgruppe, deren Anzahl begrenzt ist und sich je nach Kontext zwischen drei und 20 Personen bewegen kann. Obwohl die Teilnahme an Qualitätszirkeln freiwillig ist, wird die Gruppe auf Dauer angelegt und basiert auf regelmäßigen Treffen in zuvor definierten Abständen. In der Regel stammen die Teilnehmer aus derselben Abteilung beziehungsweise aus demselben Arbeitsbereich innerhalb einer Organisation. Je nach gewähltem Modell kann der Zirkel aus Teilnehmern einer oder mehrerer Hierarchieebenen zusammengesetzt sein. Eine Sonderrolle nimmt die Moderation ein, welche zwar mit einer Person aus derselben Abteilung besetzt sein kann, jedoch meist von Mitarbeitern aus anderen Arbeitsbereichen oder von Externen übernommen wird. Die zentralen Aufgaben der Moderation liegen darin, Didaktik und Methodik von Qualitätszirkeln vorzubereiten, inhaltlich und technisch die Funktionsfähigkeit des Qualitätszirkels zu gewährleisten sowie die Dokumentation und Evaluation der Ergebnisse sicherzustellen.
Der PDCA-Zyklus bildet eine grobe Einteilung der Phasen des zirkulären Ablaufs ab und wird in der Praxis der Qualitätszirkel weiter spezifiziert. Der Ablauf eines Qualitätszirkels ist also kleinschrittiger als ein klassischer PDCA-Zyklus, folgt prinzipiell jedoch den Schritten Plan, Do, Check und Act. Joachim Deppe beschreibt 1988 Qualitätszirkel hierbei als einen in vier Phasen unterteilten Prozess:
Den Beginn bezeichnet Deppe als Informationsphase. In dieser werden Informationen gesammelt und ausgewertet, bei der Unternehmensleitung präsentiert und schließlich grundsätzlich darüber entschieden, ob ein Qualitätszirkel durchgeführt wird. Jene Phase lässt sich nicht dem klassischen PDCA-Zyklus zuordnen, ist jedoch obligatorisch, bevor mit der eigentlichen Zirkelarbeit begonnen werden kann.
Hierauf folgt die Versuchsphase. Deppe differenziert diese in zwei Unterphasen: Vorbereitungsphase und Durchführungsphase. Beide Phasen sind jeweils als Äquivalent zu Plan und Do im Sinne des PDCA-Zyklus zu verstehen. In der Vorbereitungsphase werden die Rahmenbedingungen gesteckt und die notwendigen Schritte in einer Organisation eingeleitet, um einen Qualitätszirkel zu ermöglichen. Hierzu gehören insbesondere die Miteinbeziehung der Führungskräfte und, falls vorhanden, des Betriebsrates sowie die Festlegung des Versuchsbereiches und einer Koordination. Nachfolgend können unternehmensspezifische Programmkonzepte und Ausbildungsunterlagen entwickelt werden, bevor im Anschluss alle Mitarbeiter informiert, die Rollen der Moderation und der Teilnehmer definiert und die jeweiligen Personen entsprechend ausgebildet werden. Im zweiten Teil der Versuchsphase, der Durchführungsphase, wird das Pilotprogramm erstmals durchgeführt. Daraufhin folgt eine Evaluation des Programms sowie eine Entscheidung über eine Fortsetzung beziehungsweise Ausweitung.
In der dritten Phase, der Ausweitungsphase, werden nach einiger Zeit Rückmeldungen von nicht am Qualitätszirkel beteiligter Kollegen eingeholt, anhand derer ein aktualisierter Ist-Zustand erhoben wird. Sollte für eine Fortführung oder Ausweitung der erarbeiteten Maßnahmen entschieden werden, wird ein neuer Zyklus mit veränderten Problemlagen durchgeführt. Hier findet folglich die Phase des Check des PDCA-Zyklus statt.
Die finale Phase stellt die Sicherungsphase dar, in welcher abschließend Maßnahmen getroffen werden, um die aus dem Qualitätszirkel stammenden Erkenntnisse und Ergebnisse zu standardisieren, sodass ein langfristiger Mehrwert für Arbeitgeber und Arbeitnehmer entsteht. Hierbei unterscheidet sich das Vorgehen abhängig von den am Qualitätszirkel beteiligten Hierarchieebenen. Sind alle zur Umsetzung der ausgearbeiteten Lösungen notwendigen Instanzen im Qualitätszirkel vertreten, können diese vergleichsweise unmittelbarer realisiert werden. Handelt es sich um einen statushomogenen Qualitätszirkel, müssen die Ergebnisse noch dem zuständigen Führungspersonal vorgestellt werden, welches daraufhin über eine Implementierung entscheidet. Dies entspricht der Phase Act des PDCA-Zyklus.

## Voraussetzungen für das Gelingen
Qualitätszirkel verfolgen unter Einbeziehung der Erfahrungen des Personals das Ziel, Verbesserungsvorschläge bezüglich der Organisation der Arbeit zu entwerfen und mit deren Umsetzung zur Qualitätssicherung beizutragen. Daraus lassen sich zwei grundsätzliche Gelingensfaktoren von Qualitätszirkeln ableiten: Um die Erfahrungen des Personals unverzerrt abzubilden, muss zum einen ein geschützter Rahmen für den Dialog etabliert werden; zum anderen muss geregelt sein, wie die erarbeiteten Maßnahmen in die Organisation implementiert werden.
Ob ein Qualitätszirkel durch die Statushomogenität (Berliner Modell) oder die Statusinhomogenität (Düsseldorfer Modell) der Teilnehmer gekennzeichnet ist, hat Konsequenzen für die Rationalität der getroffenen Entscheidungen und der erarbeiteten Verbesserungsvorschläge. Nach Jürgen Habermas erfordert eine ideale Sprechsituation die Abwesenheit von Verzerrungen der Kommunikation. Das heißt, die Kommunikationspartner sollen gleichberechtigt sein und die gleichen Chancen haben, sich zu äußern. Solch eine ideale Sprechsituation sichert einen herrschaftsfreien Diskurs und ermöglicht Entscheidungen, die auf dem „eigentümlich zwanglose[n] Zwang des besseren Arguments beruhen“. Während Qualitätszirkel nach dem Berliner Modell aufgrund der Statushomogenität der Teilnehmer geringen hierarchischen Verzerrungen ausgesetzt sind, ist es für Qualitätszirkel nach dem Düsseldorfer Modell aufgrund der Statusinhomogenität der Teilnehmer voraussetzungsvoller, dem Ideal des herrschaftsfreien Diskurses zu entsprechen. In diesem Fall ist es die Aufgabe der Moderation, vorliegende „Macht- und Konfliktstrukturen“ durch Maßnahmen wie Regeln der Zusammenarbeit zu relativieren. Allerdings sind Qualitätszirkel in Organisationen eingegliedert, die hierarchisch strukturiert sind, sodass ein herrschaftsfreier Diskurs dem Qualitätszirkel immanent bleiben kann und sich nicht auf die organisationale Ebene ausweitet.
Betrachtet man Qualitätszirkel dann als gelungen, wenn die aus ihnen entstehenden Vorschläge und Anregungen tatsächlich in der Organisation implementiert werden, ist der Grad der Partizipation eine wichtige Bezugsgröße. Wright entwirft hierfür ein Stufenmodell der Partizipation, welches ein Kontinuum zwischen den Polen Instrumentalisierung und Selbstorganisation abbildet.
Antoni schlägt eine differenzierte Betrachtung des Partizipationsgrades vor, indem er darauf verweist, dass zwischen der Beteiligung an den Inhalten des Qualitätszirkels und an der Entscheidung über die Umsetzung der erarbeiteten Maßnahmen unterschieden werden muss. Während den Teilnehmern in der Vorbereitungs- und Durchführungsphase häufig Mitspracherechte gewährt werden, bleibt ihnen eine Einbeziehung in den Entscheidungsprozess über mögliche Veränderungen eher verwehrt.
Qualitätszirkel nach dem statushomogenen Berliner Modell sind somit bezüglich der Etablierung eines herrschaftsfreien Diskurses weniger voraussetzungsvoll als Qualitätszirkel nach dem statusinhomogenen Düsseldorfer Modell. Umgekehrt ist die Wahrscheinlichkeit, dass die erarbeiteten Maßnahmen eines Qualitätszirkels nach dem Düsseldorfer Modell umgesetzt werden, vergleichsweise höher, da die Führungsebene im Zirkel involviert ist. In Qualitätszirkeln nach dem Berliner Modell besteht die Gefahr, dass die Führungsebene einen Ausschluss aus dem Projekt wahrnimmt, somit Skepsis gegenüber dem Zirkel aufbaut, was letztlich eine Ablehnung des Projekts fördern kann.

## Vorteile der Methode
Qualitätszirkel zeichnen sich in erster Linie durch das Einbeziehen der Mitarbeiter aus, womit dem Personal Einfluss- und Gestaltungsmöglichkeiten eröffnet werden. Das partizipative Element, welches der Methode des Qualitätszirkels innewohnt, bietet die Gelegenheit, die Potenziale der tatsächlich Betroffenen zu nutzen und sich in der Problemlösung nicht ausschließlich auf einen Blick von außen zu verlassen. Zudem kann es ein motivierendes Element für das Personal sein, wenn es an Prozessen beteiligt wird und nicht – einer tayloristischen Arbeitsorganisation folgend – allein zur Ausführung der an anderer Stelle beschlossenen Arbeitsschritte genutzt wird. So lassen sich mit Qualitätszirkeln im Idealfall nicht nur akute Probleme lösen, sondern auch die Bindung des Personals zum Arbeitgeber sowie deren Zufriedenheit steigern, was nachweislich positiv auf die Arbeitsergebnisse und damit auf das Unternehmen wirkt. Damit stellen Qualitätszirkel als „partizipative Veränderungsstrategie“ eine sinnvolle Möglichkeit dar, das Streben vieler Arbeitnehmer nach Identifikation und Selbstverwirklichung zu kanalisieren.
Da die Grundidee des Qualitätszirkels sowie dessen Aufbau relativ simpel sind, ist das Vorgehen leicht verständlich und zugänglich. Im Fall von Qualitätszirkeln ist dies zentral, da die Methode grundsätzlich darauf abzielt, das Personal der unteren hierarchischen Ebenen zu inkludieren. Dies ist allerdings nur dann zu erreichen, wenn die Methode für alle Mitarbeiter nachvollziehbar ist und damit eine aktive Beteiligung fördert.

## Nachteile der Methode
Die zwischen Japan und der Bundesrepublik differenten kulturellen und organisationalen Kontextfaktoren blieben bei der Institutionalisierung der Qualitätszirkel unbeachtet. Qualitätszirkel in Japan basieren auf dem Bottom-up-Prinzip, in welchem Veränderungsimpulse in unteren Hierarchieebenen formuliert und anschließend entlang der organisationalen Hierarchie adaptiert und umgesetzt werden. Qualität wird dabei als Unternehmensphilosophie verstanden, an der alle Mitarbeiter im Sinne eines Total Quality Managements (TQM) orientiert sind. Das heißt, Qualität wird „nicht als statischer Zustand, den es zu erreichen gilt, betrachtet, sondern als ein Prozess, der ständig zu verbessern ist“. Qualitätszirkel in westlichen Industriestaaten wurden in die „westliche Tradition des Arbeitslebens“ integriert und – im Gegensatz zu Japan – nicht als Unternehmensphilosophie, sondern als Management-Konzept interpretiert.
Westliche Organisationen setzen Qualitätszirkel daher oftmals mit den Zielen des schnellen und messbaren Erfolgs ein und vermeiden kurzfristige Investitionen, obwohl sich diese durch mittel- und langfristige Qualitätsverbesserungen amortisieren können. Im Sinne eines Rationalisierungsinstruments werden Qualitätszirkel zeitlich begrenzt bestellt, auf mittlere Hierarchieebenen ausgedehnt oder es werden von außen Themen vorgegeben. Insbesondere zu hoch gesetzte Ziele widersprechen dem Grundgedanken von Kaizen – der kleinschrittigen Verbesserung des Ist-Zustandes – und sind gegebenenfalls unerreichbar. Jene Konzeptionen des Qualitätszirkels entsprechen nicht der Idee einer Bottom-up-Methode sowie dem in der Zirkellogik verankerten Prinzip der kontinuierlichen Verbesserung. Nutzt man Qualitätszirkel als direktive Management-Technik im Sinne einer Top-Down-Strategie, kann die Methode unter Umständen sogar kontraproduktiv sein.
Werden die Verbesserungsvorschläge aus den Qualitätszirkeln nicht institutionalisiert beziehungsweise standardisiert, dann droht die Repetition des bearbeiteten Problems. Die Umsetzung der Veränderungsimpulse bedarf dabei der Zustimmung der Führungsebene, die sich jedoch als hemmender Faktor erweisen kann. Das Schaffen eines Gleichgewichts zwischen Freiräumen der Beteiligten und Steuerung durch die Führungsebene ist eine zentrale, aber voraussetzungsvolle Aufgabe, weshalb externe Berater in der Startphase hilfreich sind, um eine solche Balance herzustellen.